# Grå navellav
Grå navellav (Umbilicaria vellea) är en lavart som först beskrevs av L., och fick sitt nu gällande namn av Franz Georg Hoffmann. Grå navellav ingår i släktet Umbilicaria och familjen Umbilicariaceae.  Arten är reproducerande i Sverige. Inga underarter finns listade i Catalogue of Life.

## Källor

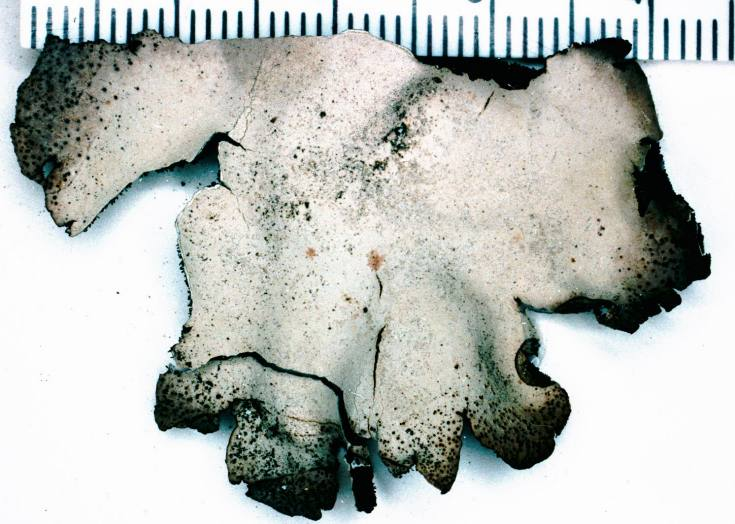
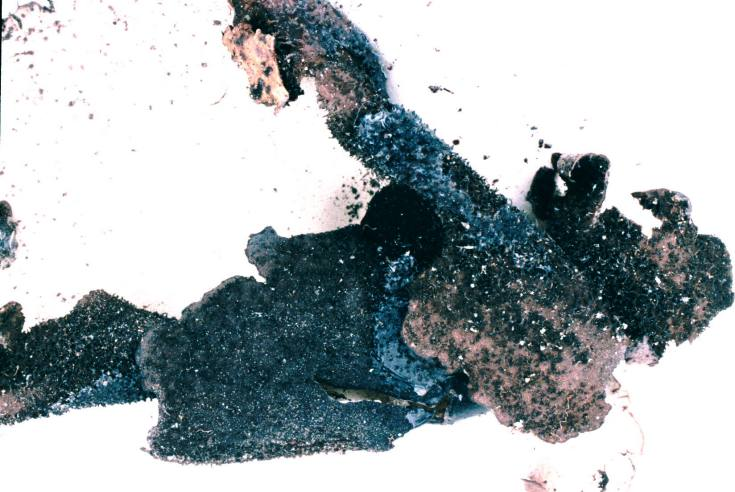
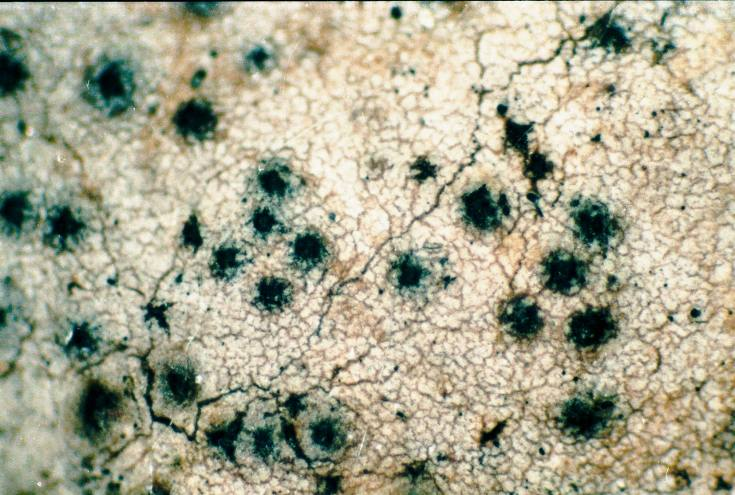
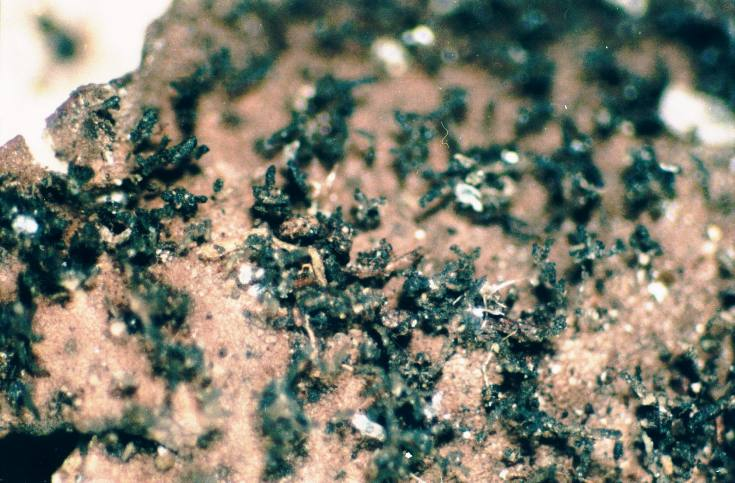
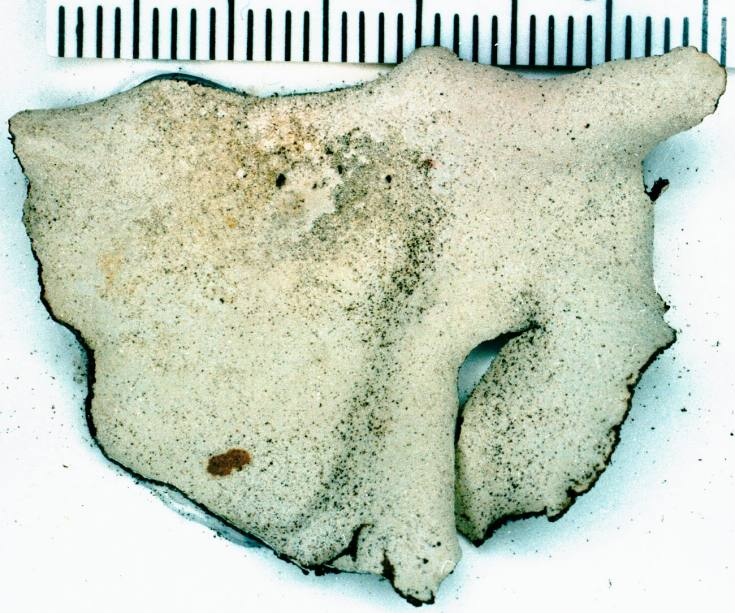